# Metarhizium majus
A Metarhizium majus a Sordariomycetes osztályának a Hypocreales rendjébe, ezen belül a Clavicipitaceae családjába tartozó faj.

## Tudnivalók
A Metarhizium majus élősködő gombafaj, amely főleg a ganajtúróféléket (Scarabaeidae) fertőzi meg; emiatt az ember rovarirtószerként használja fel. Ezt a fajt, korábban a Metarhizium anisopliae változatának vélték, Metarhizium anisopliae var. majus néven. A Metarhizium-fajok között, igen nagy méretű spórákkal rendelkezik, 2,5-4 x 10-14 mikrométer. Ezt a fajt főleg Délkelet-Ázsiában használnák fel, a kókuszpálma és olajpálma ültetvények védelmére.

## Fordítás
- Ez a szócikk részben vagy egészben  a   Metarhizium majus című angol Wikipédia-szócikk ezen változatának fordításán alapul.  Az eredeti cikk szerkesztőit annak laptörténete sorolja fel. Ez a jelzés csupán a megfogalmazás eredetét és a szerzői jogokat jelzi, nem szolgál a cikkben szereplő információk forrásmegjelöléseként.